# Il Volo (гурт)
Il Volo — італійське тріо, до складу якого входять Джанлука Джінобле, П'єро Бароне та Іньяціо Боскетто.

## Склад гурту
Джанлука Джінобле (італ. Gianluca Ginoble) народився 11 лютого 1995 року в Розето-дельї-Абруцці; П'єро Бароне (італ. Piero Barone) народився 24 червня 1993 року в Наро; Іньяціо Боскетто (італ. Ignazio Boschetto) народився 4 жовтня 1994 року в Марсалі, але виріс у Болоньї. Тріо складається з двох тенорів (Бароне і Боскетто) і одного баритона (Джінобле).

## Історія

### Я залишаю вам пісню (2009—2010)
Три поп-оперних співаки почали свою кар'єру у 2009 році під час італійського телевізійного талант-шоу «Я залишаю вам пісню» (Ti lascio una canzone). Кожен із них був самостійним учасником конкурсу. 2 травня 2009 року Джанлука виграв конкурс, виконавши пісню Андреа Бочеллі Il mare calmo della sera.
Під час конкурсу продюсери шоу обрали трьох співаків для виконання неаполітанської пісні «'O sole mio». Після конкурсу вони продовжували працювати разом під іменами Tryo, Il Trio, і, нарешті, Il Volo.
У 2010 році тріо брало участь у записі благодійного сингла «We Are The World 25 for Haiti», римейка 1985 хіта «We Are The World». У лютому 2010 року вони виконували пісні «Granada» і «Un amore così grande» під час 60-го фестивалю Сан-Ремо. Крім того, на цьому ж фестивалі тріо виступало для королеви Йорданії — Ранії.

### Il Volo (2010— дотепер)
Назва тріо була змінена на «Політ» (Il Volo) восени 2010 року.
У 2010 році на студії Abbey Road у Лондоні був записаний перший однойменний альбом гурту. Його продюсерами стали Тоні Реніс та Умберто Ґатіка. 30 листопада 2010 року він вийшов у продаж в Італії. Альбом зайняв шосте місце в італійському чарті альбомів, отримав Золотий сертифікат Італійської асоціації компаній звукозапису. Продажі дебютного альбому в Сполучених Штатах і Європі стартували 12 квітня 2011 року. Альбом зайняв десяте загальне місце в чартах Billboard 200 і перше серед класичних альбомів. За перший тиждень було продано понад 23 000 копій. Альбом також увійшов до Топ-10 у Бельгії, Франції та Нідерландах і зайняв перше місце в Австрії.
7 червня 2011 року вийшла іспаномовна версія альбому, яка отримала дві номінації Латиноамериканських Ґреммі.
21 листопада 2011 року «Il Volo» випустили міні-альбом різдвяних пісень під назвою «Christmas Favorites». 5 червня 2021 року вони провели концерт на Арені Верони на честь італійського композитора Енніо Морріконе. У листопаді 2021 року вони випустили триб’ют-альбом, присвячений Маестро Морріконе, під назвою Il Volo Sings Morricone.

### Євробачення 2015
У 2015 році гурт «Il Volo» взяв участь у фестивалі Сан-Ремо, де переміг та отримав право представляти Італію на Євробаченні 2015 із піснею Grande Amore. На Євробаченні у Відні гурт зайняв 3 місце, набравши 292 бали.

## Україна
23 жовтня 2017 року гурт виступив у Київському палаці спорту з великим концертом у супроводі українського оркестру.